# Novumbra hubbsi
Novumbra hubbsi је зракоперка из реда Esociformes и фамилије Umbridae. 

## Угроженост
Ова врста је на нижем степену опасности од изумирања, и сматра се скоро угроженим таксоном.

## Распрострањење
Сједињене Америчке Државе су једино познато природно станиште врсте.

## Станиште
Станиште врсте су слатководна подручја.